# Різдвянівська сільська рада
Різдвя́нівська сільська́ ра́да — адміністративно-територіальна одиниця та орган місцевого самоврядування в Теребовлянському районі Тернопільської області. Адміністративний центр — село Різдвяни.

## Загальні відомості
- Різдвянівська сільська рада утворена в 1990 році.
- Територія ради: 3,556 км²
- Населення ради: 1 033 особи (станом на 2001 рік)
- Територією ради протікає річка Серет.

## Історія
Різдвянівська сільська рада — 1939, Світанківська сільська рада — 1964, Різдвянівська сільська рада — 1990.

## Населені пункти
Сільській раді підпорядковані населені пункти:
- с. Різдвяни
- с. Зубів

## Склад ради
Рада складається з 16 депутатів та голови.
- Голова ради: Галанджій Іван Володимирович
- Секретар ради: Паславська Любов Ярославівна

### Керівний склад попередніх скликань
| Прізвище, ім'я, по батькові  | Основні відомості                                                                                                | Дата обрання | Дата звільнення |
| ---------------------------- | --- | ------------ | --------------- |
| Галанджій Іван Володимирович | Сільський голова, 1950 року народження, освіта середня спеціальна, член Всеукраїнського об'єднання «Батьківщина» | 26.03.2006   | 31.10.2010      |
| Галанджій Іван Володимирович | Сільський голова, 1950 року народження, освіта середня спеціальна, безпартійний                                  | 31.10.2010   |                 |

Примітка: таблиця складена за даними сайту Верховної Ради України

### Депутати
За результатами місцевих виборів 2010 року депутатами ради стали:

#### За суб'єктами висування
| Суб'єкт висування | Кількість обраних депутатів | %   |
| ----------------- | --------------------------- | --- |
| Самовисування     | 16                          | 100 |

#### За округами
| № округу | Прізвище, ім'я, по батькові      | Дата визнання обраним | Освіта             | Партійна приналежність | Відомості про обраного депутата              |
| -------- | -------------------------------- | --------------------- | ------------------ | ---------------------- | -------------------------------------------- |
| 1        | Берестянська Ганна Ярославівна   | 01.11.2010            | середня спеціальна | позапартійна           | тимчасово не працює                          |
| 2        | Старейко Марія Йосипівна         | 01.11.2010            | середня            | позапартійна           | тимчасово не працює                          |
| 3        | Турчак Микола Миронович          | 01.11.2010            | середня            | позапартійний          | тимчасово не працює                          |
| 4        | Савіцька Ольга Станіславівна     | 01.11.2010            | середня спеціальна | позапартійна           | пенсіонер                                    |
| 5        | Берестянська Ольга Максимівна    | 01.11.2010            | середня спеціальна | позапартійна           | Дитячий садок, завідувачка                   |
| 6        | Богун Іван Степанович            | 01.11.2010            | вища               | позапартійний          | тимчасово не працює                          |
| 7        | Паславська Любов Ярославівна     | 01.11.2010            | середня спеціальна | позапартійна           | Різдвянівська сільська рада, секретар        |
| 8        | Колодій Микола Андрійович        | 01.11.2010            | вища               | позапартійний          | Різдвянівська загальноосвітня школа, вчитель |
| 9        | Метик Володимир Михайлович       | 01.11.2010            | середня            | позапартійний          | Острівецька загальноосвітня школа, завгосп   |
| 10       | Бинч Надія Михайлівна            | 01.11.2010            | середня            | позапартійна           | Теребовлянський центр ДЗК                    |
| 11       | Товарницька Дарія Ярославівна    | 01.11.2010            | середня            | позапартійна           | Будинок культури с. Різдвяни, завідувачка    |
| 12       | Околович Стефан Андрійович       | 01.11.2010            | середня спеціальна | позапартійний          | тимчасово не працює                          |
| 13       | Бурда Микола Миронович           | 01.11.2010            | середня            | позапартійний          | «Укртелеком»                                 |
| 14       | Войнаровський Мирослав Євгенович | 01.11.2010            | середня            | позапартійний          | приватний підприємець                        |
| 15       | Мудрик Микола Омельянович        | 01.11.2010            | середня спеціальна | позапартійний          | тимчасово не працює                          |
| 16       | Борецький Роман Петрович         | 01.11.2010            | середня            | позапартійний          | ФОП Бережной Є.В с. Острів                   |